# Agrypon lycaenae
Agrypon lycaenae là một loài tò vò trong họ Ichneumonidae.